# 萬代南夢宮圖像
萬代南夢宮圖像（Bandai Namco Pictures Inc.），別稱BN Pictures，是一家日本動畫工作室和製作公司。它是萬代南夢宮控股子公司萬代南夢宮影像製作（原日昇）的衍生公司，致力於打造兒童和家庭的IP。因萬代南夢宮控股公司中期管理計劃重組而成立。

## 历史

本社在廣告、片尾字幕和YouTube官方頻道中使用的次要標誌，2022年前作為公司標誌使用。

2015年2月12日，万代南梦宫控股宣布计划通过為期三年的中期管理计划进行重组。它尋求將資源集中於創造新的知識產權（IP）和暢銷的角色，並需要更快的規劃和開發時間來滿足這些需求。万代南梦宫的管理層还相信，那是有必要去加強IP创作内容领域与玩具和爱好领域的联系，因为兩者將會建立牢固的关系，并为未来的产品合作做好准备。
2015年4月，万代南梦宫圖像于东京练马区成立。它由动画工作室日昇的代表董事尾崎雅之领导，将领导其母公司的「加强IP创作输出」项目，并专注于新角色和系列作品的创作，特别是针对儿童和家庭的角色和系列作品。万代南梦宫圖像还将与万代南梦宫控股的玩具和模型部门合作，加强后者公司两个领域之间的联系。此公司吸收了日昇的儿童IP制作部门，成为日昇的全资子公司和隶属于万代南梦宫的IP创作部门。
萬代南夢宮圖像的第一个项目是《星夢學園》，一部基于萬代换式卡牌街机游戏的同名动画，该動畫本來由其母公司日昇制作。除了制作预先确定的特许经营权外，万代南梦宫圖像还制作多个原创项目，例如定格动画系列《Milpom》。它主要集中在针对儿童和家庭的系列和角色，盡管有些系列例如《TIGER & BUNNY》和《银魂》是针对較年長的观众。它同時定期与萬代南夢宮控股旗下的其他子公司合作；2016年与万代南梦宫娱乐合作制作《梦幻慶典！》，一个以影片游戏和原创网络动画为中心的多媒体企劃。
2018年8月，万代南梦宫圖像在大阪开设了一个分部门，即万代南梦宫圖像大阪工作室，旨在以数字方式传输动画以减少制作时间。它希望大阪工作室的成功和生产力能夠使公司在日本乃至在海外开设更多办事处。2019年10月，萬代南夢宮圖像收購了Studio Dub，这是一家由前日昇动画师建立的动画分包商。 此次收购將該公司更名为Bandai Namco Pictures Iwaki，唯其项目仍继续使用Studio Dub这个名称。